# Tino Martínez
Constantino Martínez (Tampa, Florida, 7 de diciembre de 1967), más conocido como Tino Martínez, es un exjugador profesional estadounidense de béisbol que se desempeñó en la posición de primera base en las Grandes Ligas de Béisbol (MLB). Logró obtener un Bate de Plata.

## Carrera
Martínez jugó como profesional seis temporadas en Seattle Mariners (1990-1995), después pasó a New York Yankees (1996-2001), luego a St. Louis Cardinals (2002-2003), posteriormente a Tampa Bay Devil Rays (2004), y finalmente, regresó a New York Yankees, donde jugó una temporada (2005), y fue el equipo en el que se retiró.

## Premios
Fue galardonado con el Bate de Plata en una oportunidad (1997).